# Barham Salih
Barham Salih ou Barham Saleh (en kurde : به‌رهه‌م ئه‌حمه‌د ساڵح, en arabe : برهم أحمد صالح), né le 12 septembre 1960 à Souleimaniye, est un homme d'État irakien d'origine kurde. Il a été vice-Premier ministre du gouvernement intérimaire irakien de 2004 à 2005, ministre de la Planification de 2005 à 2006, vice-Premier ministre d'Irak de 2006 à 2009, Premier ministre du gouvernement régional du Kurdistan de 2009 à 2012 et président de la république d'Irak de 2018 à 2022.

## Biographie

### Membre des gouvernements irakien et kurde irakien
Barham Salih adhère à l'Union patriotique du Kurdistan (UPK) en 1976.
Il est vice-Premier ministre de 2004 à 2005, puis nommé ministre de la Planification en 2005, puis de nouveau vice-Premier ministre de 2006 à 2009.
Il est ensuite Premier ministre du Kurdistan irakien de 2009 à 2011.
Candidat à la présidentielle de 2014, il se retire en faveur de Fouad Massoum.
En 2017, il quitte l'UPK pour fonder la Coalition pour la démocratie et la justice, qui remporte deux sièges de députés lors des élections législatives irakiennes de 2018.

### Élection présidentielle de 2018
En septembre 2018, il retourne à l'UPK. Favori de l'élection présidentielle irakienne de 2018 tenue le 2 octobre 2018, il arrive en tête du premier tour avec 165 voix contre 89 pour son principal concurrent, Fouad Hussein. Il est ensuite élu après le retrait de celui-ci et après la décision du bloc du PDK de quitter le parlement en signe de protestation.

### Président de la république
Après la démission du Premier ministre Adel Abdel-Mehdi, Barham Salih refuse de nommer Qoussaï al-Souheil, candidat des pro-Iran. Il refuse également de nommer Assad al-Aïdani, autre candidat de la coalition pro-Iran— qui affirme être légitime pour choisir le chef du gouvernement — et menace de démissionner. La Cour suprême avait estimé plus tôt que c'était au parti ayant le plus grand nombre de sièges, en l'espèce celui de Moqtada al-Sadr, de désigner le Premier ministre. Cependant, ce parti ne possède que le sixième des sièges, très loin de la majorité. Entretemps, une nouvelle loi électorale remplaçant le mode de scrutin à la proportionnelle par un scrutin uninominal, censé favoriser les candidats indépendants, est adopté, de même qu'une réforme de la commission électorale. Le 1er février 2020, il nomme Mohammed Taoufiq Allaoui. Prévu fin février 2020, le vote de confiance est reporté à trois reprises du fait d'un quorum non atteint. Le 1er mars, il renonce à former un gouvernement, tandis qu'Abdel-Mehdi annonce quitter ses fonctions le 2 mars. Le président de la République doit alors nommer un nouveau candidat, sans consulter les partis. Le 17 mars, Adnan al-Zourfi est chargé de former un gouvernement. Le 9 avril 2020, ne pouvant rassembler une majorité autour d'un gouvernement, celui-ci retire sa candidature. Moustafa al-Kazimi est à son tour chargé de former un gouvernement. Celui-ci prend ses fonctions le 7 mai.

### Crise politique et défaite à l'élection présidentielle de 2022
Candidat à un second mandat, Barham Salih doit affronter Abdel Latif Rachid, également membre de l'UPK mais se présentant sans étiquette avec le soutien du PDK, de telle sorte que le président nouvellement élu puisse nommer un Premier ministre et doter enfin le pays d'un gouvernement après un an d'attente. Après plusieurs mois de blocage, la menace d'élections anticipées et des affrontements entre sadristes et forces armées faisant plus de trente morts en août, la crise prend finalement fin en octobre. Sous l'égide du Cadre de coordination, le PDK accepte en effet de soutenir Abdel Latif Rachid, issu de l'UPK, dont il est proche du fondateur Jalal Talabani, comme candidat de compromis pour l'élection présidentielle de 2022 face à Salih. Abdel Latif Rachid est élu au second tour face au président sortant lors de la session organisée le 13 octobre 2022,,,. Barham Salih quitte officiellement ses fonctions le 17 octobre suivant.

## Vie privée
Marié, il est père d'une fille et d'un garçon.